# Gippsicola lineata
Espèce
Gippsicola lineata est une espèce d'araignées aranéomorphes de la famille des Segestriidae.

## Distribution
Cette espèce est endémique du Queensland en Australie.

## Description
Le mâle holotype mesure 10,0 mm et la femelle paratype 12,32 mm, les mâles mesurent de 6,56 à 11,8 mm et les femelles de 10,72 à 16,72 mm.

## Publication originale
- Giroti & Brescovit, 2017 : Revision of the spider genus Gippsicola Hogg, 1900 (Araneae: Segestriidae). Zootaxa, no 4227(3), p. 390-406.